# Ingram (Texas)
Pour les articles homonymes, voir Ingram.
Ingram est une ville du comté de Kerr, au Texas, aux États-Unis,. Elle est située à l'ouest de Kerrville et au centre du comté.

## Démographie
Lors du recensement de 2010, la ville comptait une population de 1 804 habitants. Elle est estimée, en 2016, à 1 835 habitants.

### Source de la traduction
- (en) Cet article est partiellement ou en totalité issu de l’article de Wikipédia en anglais intitulé « Ingram, Texas » (voir la liste des auteurs).